# 林有慧
林有慧（1973年6月27日—），台灣經紀人，是台灣諧星林光寧女兒，紐約理工學院碩士畢業，從TVBS節目部助理做起，曾任福隆製作公司經紀部經紀人、福隆製作公司負責人葛福鴻特別助理、Baleno創意總監。2006年成立喜鵲娛樂，處理李康宜、錢韋杉、朱孝天經紀事務。現在是蕭敬騰、宋念宇經紀人。2023年6月27日接受蕭敬騰的求婚。2023年10月19日宣布登記結婚。

## 外部連結
- （繁體中文） 喜鵲娛樂 （页面存档备份，存于）